# Condado de Siskiyou
El condado de Siskiyou (en inglés: Siskiyou County), fundado en 1852, es uno de 58 condados del estado estadounidense de California. En el año 2000, el condado tenía una población de 44 301 habitantes y una densidad poblacional de 155.4 personas por km². La sede del condado es Yreka.

## Geografía
Según la Oficina del Censo, el condado tiene un área total de 16 438.7 km², de la cual 16 283.3 km² es tierra y 155.4 km² (0.94%) es agua.

### Condados adyacentes
- Condado de Jackson & condado de Klamath, Oregón (norte)
- Condado de Modoc (este)
- Condado de Trinity & condado de Shasta (sur)
- Condado de Humboldt (sur)
- Condado de Del Norte (oeste)
- Condado de Josephine (noroeste)

### Localidades

#### Ciudades
Dorris |
Dunsmuir |
Etna |
Fort Jones |
Montague |
Mount Shasta |
Tulelake |
Weed |
Yreka 

#### Lugares designados por el censo
Carrick |
Edgewood |
Gazelle |
Greenview |
Grenada |
Hornbrook |
Macdoel |
McCloud |
Mount Hebron |
Tennant 

#### Áreas no incorporadas
Callahan |
Cecilville |
Forks of Salmon |
Klamath River |
Happy Camp |
Horse Creek |
Pondosa |
Scott Bar |
Seiad Valley 

## Demografía
En el censo de 2000, había 44 301 personas, 18 556 hogares y 12 228 familias residiendo en el condado. La densidad poblacional era de 3 personas por km². En el 2000 había 21 947 unidades habitacionales en una densidad de 1 por km². La demografía del condado era de 87.07% blancos, 1.31% afroamericanos, 3.90% amerindios, 1.19% asiáticos, 0.13% isleños del Pacífico, 2.76% de otras razas y 3.65% de dos o más razas. 7.57% de la población era de origen hispano o latino de cualquier raza.
Según la Oficina del Censo en 2000 los ingresos medios por hogar en la localidad eran de $29 530, y los ingresos medios por familia eran $36 890. Los hombres tenían unos ingresos medios de $31 936 frente a los $22 650 para las mujeres. La renta per cápita para la localidad era de $17 570. Alrededor del 18.6% de la población estaban por debajo del umbral de pobreza.

## Transporte

### Principales autopistas
| - Interestatal 5 - U.S. Route 97 - Ruta Estatal 3 - Ruta Estatal 89 | - Ruta Estatal 96 - Ruta Estatal 139 - Ruta Estatal 161 - Ruta Estatal 263 - Ruta Estatal 265 |